# Elias van Nijmegen

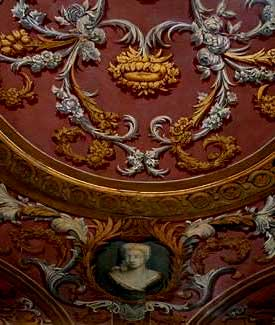
Plafondschildering lakkabinet van prinses Henriëtte Amalia en stadhouder Hendrik Casimir II uit 1695 toegeschreven aan Elias van Nijmegen (collectie Rijksmuseum)

Elias van Nijmegen (Nijmegen, 1667 - Rotterdam, 24 januari 1755) was een Nederlandse kunstschilder.
Van Nijmegen was een zoon van de marmerschilder Herbert van Nijmegen. Zijn vader overleed toen hij 12 jaar was. Zijn broers leidden hem op tot schilder. Hij werd in 1689 lid van het Sint-Lucasgilde te Leiden. In 1695 vestigde hij zich als schilder in Rotterdam. Ook in Rotterdam trad hij toe tot het Sint-Lucasgilde. Hij was hoofdman van het gilde van 1702 tot 1740. Hij trouwde aldaar met Johanna Stierman. Als schilder legde hij zich toe op interieurschilderingen. Hij maakte in opdracht zowel behangsel-, plafond- en grisailleschilderingen voor patriciërswoningen. Zo maakte hij samen met zijn zoon Dionys de schilderingen in de nieuwe woning van de Goudse burgemeester Van Strijen. In het Rijksmuseum te Amsterdam bevindt zich een uit 1695 daterend kabinet van prinses Henriëtte Amalia en stadhouder Hendrik Casimir II, waarvan de plafondschildering wordt toegeschreven aan Van Nijmegen (zie afbeelding). Ook zijn dochter Barbara was kunstschilder. Van Nijmegen overleed in januari 1755 op ongeveer 88-jarige leeftijd te Rotterdam. Hij werd begraven aldaar in een eigen grafkelder in de Prinsekerk.
- Bibliothèque nationale de France: cb14967629k (data)
- Biografisch Portaal: 14002220
- Digitale Bibliotheek voor de Nederlandse Letteren: nijm011
- International Standard Name Identifier: 0000 0000 6663 1746
- Nederlandse Thesaurus van Auteursnamen: 217536042
- RKD-Nederlands Instituut voor Kunstgeschiedenis: 59624
- Union List of Artist Names: 500012020
- Virtual International Authority File: 59356583
- WorldCat: E39PBJcWwV3F74XGqdpGXywQv3